# Слюди
Слюдите са група планарни минерали, отнасящи се към слоестите силикати, с близки свойства и обща формула (K,Na) (Al,Mg,Fe,Li)3 [AlSi3O10](OH,F)2. Те са широко разпространени в земната кора, главно като скалообразуващи минерали в магмени и метаморфни скали, но се срещат и при седиментните. От 28-те известни вида слюда само 6 са скалообразуващи. От тях най-често срещани са светлият мусковит, почти черният биотит, кафявият флогопит и парагонитът, който е трудно различим от мусковита. В литиевите пегматити обикновено участва розово-лилавият лепидолит, а зеленият глауконит се появява спорадично в някои морски седименти. Всички те, с изключение на глауконита, проявяват лесно наблюдаемо перфектно разцепване в гъвкави листове.

## Наименования
Имената на слюдите представляват добър пример за начина, по който се наименуват различните минерали. Например биотитът носи името на френския физик, астроном и математик от 19 век Жан-Батист Био, който е изучавал оптичните му свойства. Мусковитът е кръстен на мястото, където е открит за първи път – на руската Московска област, като първоначалното му име е „московско стъкло“. Глауконитът, въпреки че обикновено е зелен, взима името си от гръцката дума за „синьо“. Названието на лепидолита произлиза отново от гръцка дума – „люспа“ и е базирано на свойството му лесно да се разцепва на тънки плочи. Флогопитът дължи името си на леко червеникавия си блясък, характерен за някои екземпляри. Парагонитът взима названието си от гръцката дума „заблуждение“, тъй като отначало е бил объркан с друг минерал – талка.

## Морфология
Произходът и формирането на слюдите могат да бъдат разнообразни, в зависимост от средата, в която са образувани и като резултат от различните процеси при различни условия. Образуването им може да премине през разнообразни стадии – кристализация на магмата; отлагане чрез течности, пряко свързани с магмените процеси; регионален метаморфизъм при който течностите циркулират свободно между различни скални породи; като резултат от някакви процеси на промяна; могат да се формират дори под въздействието на атмосферните влияния.
Слюдите се срещат както във вид на съвсем дребни частици, така и на едри кристали с дължина от няколко метра. В повечето скали обаче те се появяват като тънки плочи или люспи. Въпреки че някои слюдени зърна са изключително малки, всички те, с няколко изключения, имат характерни лъскави повърхности при разцепване.
Някои слюди като глауконита се формират в морска среда. Те могат да бъде открити на морските дъна като конгломератни седименти. Образувани са в резултат от преместването на минерали и органична материя към места, които са със съвсем различни условия от тези, в които са създадени.
Слюдите са скалообразуващи минерали, широко разпространени в състава на магмените и метаморфни скали. Пегматитните слюди се появяват в различни форми и размери, но най-често се срещат като лещи. Те могат да бъдат още с масивна форма, във вид на успоредни жили или тръби.
- Мусковитът и финолюспестата му разновидност серицит често се намират в метаморфните скали като гнайси и в гранитните пегматити. Той е сравнително устойчив на атмосферни влияния и поради това се среща в много почви, образувани при раздробяването на скали, съдържащи мусковит. Среща се също и в кластични седименти и седиментни скали, получени от тях.[1][2]
- Биотитът е типичен както за метаморфни, така и за магмени скали и някои глини. Представлява един от главните компоненти на много метаморфни скали като гнайси и шисти. Тъй като се променя доста лесно при химически и атмосферни влияния, той е рядкост в седиментните скали. В междинни състояния в процес на промяна става златистожълт и люспите му могат да бъдат объркани с тези на златото.[1][2]
- Флогопитът се среща в карбонатни скални породи и в ултраосновни магмени образувания, богати на магнезий. Появява се в някои перидотити и особено в диамантоносните кимбърлити. При изветряне преминава във вермикулит.[1][2]
- Парагонитът обикновено се появява само при някои гнайси, шисти и филити, в които играе същата роля като мусковита. Възможно е обаче появата му да бъде много по-честа отколкото обикновено се смята, понеже до неотдавна почти всички светли слюди в скалите са били определяни като мусковит, без проверка на калиево-натриевото съотношение. Така че някои парагонити може да са неправилно определени като мусковит. Атмосферното влияние при него е същото както при мусковита.[2]
- Литиевите слюди като лепидолита се срещат почти изключително в сложни литиево-носещи пегматити, но също така могат да бъдат и компоненти на някои гранити.[2]
- Глауконитът, който се формира в морска среда е сравнително често срещана съставка на седиментните скали. Обикновено е под формата на гранули, приличащи на топчета.[2]

## Структура
Структурата на слюдите е от пирофилитов или талков тип и представлява трислоен пакет от два силициево-кислородни тетраедрични слоя, съставени от отрицателно заредените [AlSi3O10]4- или [Si4O10]4-, като тетраедрите са свързани с върховете си. Между тях е разположен октаедричен слой от катиони на Al, Mg, Fe или Li. Електронеутралността на структурата се компенсира от самостоятелно заредени големи катиони например калий в мусковита, които се присъединят към тях и формират цялостната конструкция. Пакетите са свързани в непрекъсната структура от катиони на калия и по-рядко на натрия, които компенсират до 25% от силициевите атоми, заместени с алуминий в силициево-кислородния слой. Два от шестте атома кислород в октаедрите са заместени от хидроксилна група (ОН) или флуор. Относителното разположение на шестоъгълните елементарни клетки от повърхността на трислойните пакети се обуславя от завъртането им спрямо оста „с“ под различни ъгли, кратни на 60°, съчетано с промяна на положението по отношение на осите „а“ и „b“. Това определя и съществуването на полиморфни модификации на различните слюди, някои от които могат да бъдат различени само рентгенографски и които обикновено кристализират в моноклинна сингония.
Въпреки че структурата на слюдите обикновено се счита за моноклинна или псевдохексагонална, съществуват разновидности с хексагонална, орторомбична и триклинна, които се приемат като полиморфни модификации. Тези полиморфни модификации са възможни чрез разместване на слоевете по посока на оста „с“ и се означават с 1М, 2М1, 2М2, 3Т, съобразно това как и с каква симетрия се повтарят еднаквите мотиви. Симетрията при 1М е С2/m и β=100°, 2М1 означава симетрия С2/с и β=95°, 2М2 – симетрия С2/с и β=98°, а 3Т – симетрия Р3112 или Р3312. Допълнителният тип 1Md отговаря на безразборно ориентирани слоеве. Възможни са също така ромбични (Ccm2), хексагонални (P6122 или P6522) и други полиморфни модификации. Слоевете на биотита например, се подреждат в 1М, на мусковитите – в 2М1, лепидолитите – в 2М2 и т.н. Между мусковитите и лепидолитите се наблюдава значителен изоморфизъм, докато между мусковитите (диоктаедрични слюди) и биотитите (триоктаедрични) изоморфизмът въобще липсва. Тази липса на изоморфизъм често рефлектира в изоструктурно обрасване на едните с другите.

## Свойства
За някои естествени слюди е характерна промяната в съотношението на различните химични елементи в тях. Така например при повечето мусковити натрият може да бъде заместен от калий. Различните варианти съдържат хром, ванадий или комбинация от тези два елемента, които заместват част от алуминия. Съотношението между силиция и алуминия може да варира от 3:1 до около 7:1. Подобни промени в състава са известни и при други видове слюди.
Разрушаването на кристалната решетка на слюдите при изветряне става постепенно, с образуване на междинни продукти, което е рядкост при минералите. При заместване на междуслоевите катиони с вода се наблюдава преход към хидрослюдите, при които съдържанието на К2О почти напълно отсъства за сметка на високото съдържание на Н2О. При нагряване между 100 °С и 300 °С в зависимост от вида слюда, тази вода се отделя много лесно. Хидрослюдите са съществен компонент от състава на глините.
- Слюдите кристализират обикновено в моноклинна сингония и образуват стълбовидни или пластинчати кристали.[4][5]
- Твърдостта им по скалата на Моос варира от 2 при хидрослюдите, които могат да се надраскат с нокът, до 5,5.[4][5] Този показател се използва за различаване на слюдата от хлоритоида, който има твърдост 6,5. При някои метаморфни скали двата минерала могат лесно да се сбъркат.[2]
- Плътност – от 2400 до 3300 kg/m3[4][5]
- Специфично тегло – варира от 2,76 за мусковита до 3,2 за богатия на желязо биотит.[2]
- Цвят – Според цвета си скалообразуващите слюди, с изключение на глауконита, се разделят на две групи – светли (мусковит, парагонит и лепидолит) и тъмни (биотит и флогопит). Погледнати по различни кристалографски направления те могат да имат различни цветове.[2] Разнообразни нюанси се наблюдават и в зависимост от химичния им състав. Тези, които съдържат желязо могат да бъдат кафяви, тъмнозелени и дори черни, като вариантите се дължат на съотношението между Fe2+ и Fe3+. Алуминиевите и магнезиевите са безцветни, но ако съдържат примеси от Fe2+, Mn2+, Cr3+ могат да придобият розов, кафеникав или зеленикав оттенък.[4][5]

- Блясък – стъклен при всички разновидности[4][5]
- Цепителност – съвършена в една посока. Вследствие на слоестата структура и слабите връзки между структурните пакети, слюдите могат да бъдат разцепвани на изключително тънки, прозрачни и блестящи листове, като успяват да съхранят гъвкавостта, еластичността, якостта и свойствата на минерала.[4][5]
- Изолационни свойства – добър изолатор на електричество и топлина[4][5]
- Еластичност – силно еластични[4][5]
- Разтворимост – не се разтварят във вода[4][5]
- Химическа устойчивост – не се разтварят в киселини и основи[4][5]
- Оптичен тип – почти винаги са едноосни кристали[6]

## Видове слюди
Според броя на октаедричните катиони в структурата се различават два вида слюди – диоктаедрични и триоктаедрични. В първия случай катионите Al3+ заемат два от трите октаедъра, оставяйки третия празен. Във втория случай всички октаедри са заети от катионите Mg2+, Fe2+, Li+ и Al3+.
Според химическия си състав слюдите се делят на:
- алуминиеви, които са диоктаедрични – мусковит, парагонит и други
- магнезиево-железни – триоктаедрични – биотит, флогопит и други
- литиеви – лепидолит, тениолит, цинвалдит

Слюдите, при които катионите на калия и натрия са заменени с вода, се отнасят към хидрослюдите и имат променлив състав. Те участват като главни компоненти при някои глинести скални породи. Слюдите често могат да съдържат и редки елементи, присъстващи в състава на минерала като включвания. Такива обикновено са елементите Be, В, Sn, Nb, Та, Ti, Mo, W, U, Th, V, Bi и други. Понякога в тях се срещат и газови включвания от Н2, СО, СО2.

## Групи
Слюдите се делят на три главни групи, като всеки вид слюда има разновидности с различни наименования. Например мусковитът може да бъде във финолюспестата си форма серицит, хромовият мусковит се нарича фуксит, бариевият – елахерит, ванадиевият – роскоелит и т.н. С различни имена се означават и преходните форми между два вида слюди.

### Мусковитова подгрупа
Минералите от тази подгрупа са диоктаедрични, като 2/3 от местата в октаедричния слой са заети от тривалентни алуминиеви катиони.
- Мусковит – KAl2[AlSi3O10](OH,F)2
- Парагонит – NaAl2[AlSi3O10](OH,F)2
- Фенгит – KAl1,5(Mg, Fe)0,5[Al0,5Si3,5HO10](OH,F)2
- Чернихит – (Ba, NaNH4)(V3+, Al)2(Si,Al)4O10(OH)2
- Роскоелит – K(V3+, Al, Mg)2[AlSi3O10](OH)2
- Тобелит – (NH4, K)Al2[AlSi3O10](OH, F)2
- Нанпингит – CsAl2(Si, Al)4O10(OH, F)2

### Биотитова подгрупа
Минералите от тази подгрупа са триоктаедрични, като всички места са заети от двувалентни магнезиеви катиони.
- Флогопит – KMg3[AlSi3O10](OH, F)2
- Биотит – K(Mg, Fe)3[AlSi3O10](OH, F)2
- Анит – KFe32+[AlSi3O10](OH, F)2
- Фери-анит – KFe32+[Fe3+Si3O10](OH, F)2
- Масутомилит – K(Mn, Li, Al)3[Al0,5Fe3+Si3,5]3O10(F, OH)2
- Хендриксит – K(Zn, Mn)3[AlSi3O10](OH, F)2
- Натриев флогопит – Na, Mg3[AlSi3O10](OH)2
- Уонсит – (Na, K)(Mg, Fe, Al)3[AlSi3O10](OH, F)2
- Сидерофилит – K(Fe32+Al[Al2Si2O10])(OH, F)2
- Ефесит – Na(LiAl2)[Al2Si2O10])(OH, F)2
- Прайсверкит – Na(Mg2Al)[Al2Si2O10])(OH)2
- Норишит – KMn2LiSi4O12

### Лепидолитова подгрупа
Минералите от тази подгрупа са със смесен характер.
- Лепидолит (литионит, полилитионит) – K(Li2Al)Si4O10(F, OH)2
- Трилитионит – K(Li1,5Al1,5)[AlSi3O10](F, OH)2
- Тениолит – K(Mg2Li)Si4O10(F, OH)2
- Цинвалдит – K(Fe2+, Li, Al, Fe3+)3[Al0,5 – 1,5Si3,5 – 2,5]O10(F, OH)2

## Добив и обработка
Добивът на слюда не е лесен, защото често се наблюдава рязко намаляване на степента на минерализация и изчезване на слюдата от работната повърхност. Тръбните слюди и жили се разработват на максимална дълбочина от 200 метра. Слюдите се добиват в подземни или открити рудници чрез взривяване или пробиване. Целите листове слюда се отделят от общата маса ръчно. Слюдата, получена от мината, се нарича сурова слюда. Тя изисква известна преработка за премахване на включените в нея примеси, както и дефектните изкривени, набръчкани или вълнообразни части.
Листовата слюда се сортира на листове с дебелина 0,10 – 0,03 mm и на такава с дебелина по-малка от 0,03 mm, като двата вида се ползват за различни цели. По време на процеса на обработка на листовете значителна част от слюдата отпада. Тя се нарича слюден скрап и се употребява в някои производства. Съотношението между скрапа и суровата слюда може да варира от 60 до 80% в зависимост от дефектираните части. Много широко приложение има миканитът. Това е материал, изработен от пластове слюда, свързани помежду си с шеллак, алкил, или силициева смола, след това пресовани и изпечени.
Слюдата на прах се приготвя чрез смилане в чукови мелници при сравнително висока скорост. Ръбовете на слюдените люспи се разтрошават и се получава слюден прах, който придобива вид на брашно. Земноводната слюда се произвежда чрез смилане във вода, включващо преференциално деламинация (разделяне на слоеве) на люспи в мелници с големи колела или ролки, въртящи се на хоризонтални валове.
Слюдата на скрап се смила по три възможни начина – сухо смилане, шлайфане и раздробяване. За търговски цели, слюдите се оценяват според оцветяването, размера на частиците и плътността в насипно състояние. Според цвета си могат да бъдат фини, ясни, оцветени, доста оцветени, добре оцветени, силно замърсени и плътно оцветени. В зависимост от размерите се делят на 12 групи.

## Разпространение
Слюдите са широко разпространени в целия свят. Водещ производител на мусковит е Индия, следвана от Бразилия. Други страни производителки са САЩ, Танзания, Зимбабве и Аржентина. САЩ обикновено произвежда слюда на скрап. Главните производители на флогопит са Република Мадагаскар със средно 1000 т/год и Танзания с 300 тона годишен добив. Малко производство на флогопит се отчита в Канада и Индия.
- Бразилия – слюдата се намира в редица области, успоредни на брега на Атлантическия океан в пояс с дължина 480 km и ширина 192 km. Голямата част от продукцията идва от щата Минас Жерайс. Незначителни добиви има в щатите Баия, Гояс, Сао Пауло, Мато Гросо, Сеара и Параиба.[3]
- САЩ – добивите на слюда в тази страна се извършва основно в три района от Северна Каролина. Добива се главно слюда на скрап, която се получава при обработката на фелдшпат и кварц.[3]
- Русия – Въпреки че това е първата страна, която започва производство на слюда, тя в значителна степен зависи от вноса от Индия. Добив на мусковит става в Телинско и Карелия. Глауконит се добива северозападно от Челябинск в Урал. Слюда в пегматитови жили в кристалинни шисти са разположени в сибирските речните райони Мамо, Витим, Чая и Чара, които са станали важни производствени центрове. Флогопит се добива в югозападния край на езерото Байкал.[3]
- Мадагаскар – В южната част на острова се добива флогопит, неравномерно разпределен в жили и джобове. Обикновено се намира в пироксенитни легла с дебелина до 50 метра, които по изключение достигат до 150 метра. Слюдените жили са изключително неправилни, но като цяло обхватът им достига дебелина от 1 – 5 метра.[3]

## Употреба
Слюдата е позната и използвана от хората от дълбока древност. През Средновековието минералът е много скъп и се употребява за прозорци, вместо стъклата. Например резиденцията на великите московски князе и руски царе в Коломенское от 17 век, при управлението на цар Алексей се сдобива с изключително редки прозорци от слюда.
Вътрешността на Пирамидата на Слънцето в Теотиуакан, Мексико, както и на някои от другите пирамиди в древния град съдържа дебел слой слюда. До Слънчевата пирамида се намира една „пещера“, чиято вътрешност е облицована със слюда. Маите също са използвали слюда, но за да придават блясък на храмовете си. Учени, изследващи люспи боя от храма Росалила в Копан, Хондурас, са открили следи от блестяща слюда. Специалистите са установили, че маите периодично са пребоядисвали храмовете си – между 15 и 20 пъти, като след всяко четвърто или пето полагане на боя се е поставяла и слюда.
В наше време качеството на слюдата за търговски цели зависи до голяма степен от оцветяването, въздушните включвания и степента на гладкост. Поради уникалната си комбинация от физични, химични и термични качества, съвършената си цепителност, гъвкавост, еластичност, нетопимост, ниска топлинна и електрическа проводимост, висока диелектрична якост и нисък коефициент на загуба на мощност, мусковитът и флогопитът са слюдите, намерили най-широко приложение. Диелектричната якост е способността да издържат на високо напрежение без пробиване – до 1000 и дори 1500 волта на милиметър дебелина, без да се допусне пробив. С това си качество слюдите осигуряват висок коефициент на безопасност при електрическите уреди. В промишлеността освен тях, голямо приложение имат биотитът и литиевите слюди, а от хидрослюдите – вермикулитът и глауконитът.
Слюдите се използват под формата на шайби, дискове, тръби и плочи. Най-често имат приложение при направата на различни слоести листови материали, например електроизолационна хартия. Изработват се от пластини слюда, обикновено мусковит и флогопит и органично свързващо вещество. Те намират приложение като изолатори в електротехниката, при производството на радиоапарати, телевизори и много други. Мусковитът може да се дели на гъвкави и прозрачни слоеве с дебелина 0,006 mm, което дава допълнително предимство при работа с него. Свойствата на слюдите като нисък коефициент на загуба на мощност и диелектрична константа ги правят идеални за използване при производството на кондензатори.
По-дребните частици от листовата слюда се ползват за направа на електротехнически изолационни материали – например изолационния вермикулит, получаван чрез раздуване или обелване на естествена слюда посредством нагряване. Използват се за направа на покривни плоскости при нагревателни елементи, шайби, за изолиране на кабели и бобини, междуслойна и междуфазова изолация. Слюденият скрап, отпаднал след обработка на листовата слюда, има приложение при производството на тухли, слюда за топлоизолация, слюда на прах като пълнител в каучукови изделия, машини, съоръжения, масла и до известна степен в пластмасовата индустрия. Използва се в производството на покривни материали, при поставянето на тапети, лампи, комини, сенници и много други.
От флогопит се произвеждат и термомиканитови листове, представляващи пластини слюда, импрегнирани със силиконова смола, които са с висок клас термоустойчивост – до 500 °С–700 °С. Те имат приложение при електро и топлоизолацията на електронагревателни елементи, подложени на висок температурен стрес. Колекторният миканит, също произведен на базата на слюдите, има равномерна дебелина и плътност, показва малко свиване при повишаване на температурата и няма приплъзване между пластините. Ползва се например за изолиране между медните ламели на колекторите на електрическите машини.
Обработеният вермикулит има приложение като топло- и звукозащитен материал, пълнител за бетони при използването им за топлоизолация на пещи. В селското стопанство се прибавя към течни торове поради способността му да участват в катионен обмен и лесно да насища почвата. Глауконитът служи като сорбент, избирателно поглъщащ газове, пари и разтворени вещества от окръжаващата среда. Благодарение на това свойство влиза в състава на минерални масла, бои, избелващи препарати и други.
Литиевите слюди са свързани с гранитни пегматити от натриево-литиев тип и служат за производство на литий, а от лепидолита се изготвят оптически стъкла. Листове от мусковит с точна дебелина се използват в областта на оптичните инструменти.